# Xysticus xiningensis
Xysticus xiningensis is een spinnensoort uit de familie van de krabspinnen (Thomisidae).
De wetenschappelijke naam van de soort werd in 2001 gepubliceerd door Jin-Lin Hu.